# Allée d'Apollon
L'allée d'Apollon est une voie de circulation des jardins de Versailles, en France.

## Description
L'allée d'Apollon est une voie orientée globalement nord-nord-est/sud-sud-ouest dans les jardins de Versailles ; elle débute au sud sur l'avenue de la Division-Leclerc et se termine environ 980 m au nord sur l'avenue de Trianon.
400 m après son commencement, au niveau du bassin d'Apollon, l'allée se divise en deux afin de faire le tour de ce bassin. Les deux parties se rejoignent alors et continuent vers le nord dans la direction que l'allée suivait avant de se subdiviser.
Du sud au nord, l'allée est rejointe par les voies suivantes :
- Avenue de la Division-Leclerc
- Allée du Mail
- Allée de Bacchus-et-de-Saturne
- Allée de Cérès-et-de-Flore
- Avenue du Petit Trianon
- Allée du Petit-Pont
- Avenue de Trianon